# Jerzy Opara
Jerzy Janusz Opara (Varsavia, 21 agosto 1948) è un ex canoista polacco.

## Palmarès

### Olimpiadi
- 1 medaglia:
  - 1 argento (Montréal 1976 nel C-2 500 m)

### Mondiali
- 4 medaglie:
  - 2 argenti (Copenaghen 1970 nel C-1 1000 m; Città del Messico 1974 nel C-2 1000 m)
  - 2 bronzi (Tampere 1973 nel C-2 500 m; Sofia 1977 nel C-2 1000 m)